# Rudy Patry
Pour les articles homonymes, voir Patry.
Rudy Patry, né le 6 août 1961 à Vilvorde,, est un coureur cycliste belge.

## Biographie
En 1979, Rudy Patry devient vice-champion provincial du Brabant flamand chez les juniors (moins de 19 ans). Il termine ensuite quatrième du Tour des Flandres amateurs en 1982, ou encore troisième du Circuit de Wallonie en 1983. Après ses performances, il passe professionnel au sein de l'équipe Roland. 
En 1987, il participe à son second Tour de France avec l'équipe Roland. Présent dans les échappées, il se classe huitième de la première étape à Berlin et septième de la vingt-troisième étape à Dijon. Deux ans plus tard, il remporte le Tour des onze villes ainsi qu'une étape du Tour de Belgique. Il continue la compétition jusqu'en 1992, avant de mettre un terme à sa carrière sportive.
Son petit frère Marc a lui aussi été coureur cycliste.

## Palmarès et résultats

### Palmarès amateur
- 1979
  - Trophée des Flandres
  - 2e du championnat du Brabant juniors
- 1982
  - 3e du Tour du Brabant
- 1983
  - Péruwelz-Rocourt
  - 3e du Circuit de Wallonie

### Palmarès professionnel
- 1985
  - 2e du Grand Prix Betekom
- 1986
  - 3e du Grand Prix de la ville de Vilvorde
- 1989
  - Tour des onze villes
  - 2e étape du Tour de Belgique
  - 2e du Memorial Thijssen
  - 3e de l'Omloop van het Meetjesland

### Résultats sur les grands tours

#### Tour de France
3 participations
- 1985 : 111e
- 1987 : 116e
- 1989 : hors délais (10e étape)

#### Tour d'Italie
1 participation 
- 1987 : 113e

#### Tour d'Espagne
1 participation 
- 1991 : hors délais (12e étape)